# Thomas Delaney
Thomas Joseph Delaney, född 3 september 1991 i Frederiksberg, är en dansk fotbollsspelare som spelar som mittfältare för FC Köpenhamn. Han har även representerat Danmarks fotbollslandslag. Delaney är en egen produkt av FC Köpenhamn och har under sin karriär utöver dem representerat klubbar såsom Werder Bremen, Borussia Dortmund och 1899 Hoffenheim i Tyskland samt spanska Sevilla och belgiska RSC Anderlecht.

## Karriär

### FC Köpenhamn
Delaney växte upp i Köpenhamn och började tidigt sin fotbollskarriär i FC Köpenhamn där han gjorde debut under säsongen 2008/2009. Han debuterade mot Nordvest FC i semifinalen av danska cupen den 16 april 2009. Under nästföljande säsong debuterade han i Superligaen i en bortamatch mot Sønderjyske den 9 augusti 2009. Han gjorde sitt första mål den 22 juli 2009 i kvalet till UEFA Champions League mot Mogren Budva. Han spelade 246 tävlingsmatcher för klubben innan han under januarifönstret 2017 värvades av tyska Werder Bremen.

### Werder Bremen
Delaney debuterade för Werder Bremen den 21 januari 2017 i Bundesliga mot Borussia Dortmund och gjorde sitt första mål den 18 februari 2017 mot Mainz. Han spelade sammanlagt 49 tävlingsmatcher för klubben och gjorde 7 mål.

### Borussia Dortmund
Den 7 juni 2018 värvades Delaney av Borussia Dortmund, där han skrev på ett fyraårskontrakt. Han debuterade för klubben i DFB-Pokal mot Greuther Fürth den 20 augusti 2018. Han gjorde sitt första mål den 8 december 2018 i ruhrderbyt mot Schalke 04 på Veltins-Arena. Han gjorde totalt 4 mål på 88 tävlingsmatcher för klubben.

### Sevilla
Den 25 augusti 2021 värvades Delaney av Sevilla, där han skrev på ett fyraårskontrakt.

### Lån till 1899 Hoffenheim
Den 30 januari 2023 lånades Delaney ut till 1899 Hoffenheim på ett låneavtal över resten av säsongen.

### Lån till Anderlecht
Den 22 augusti 2023 blev Delaney åter utlånad från Sevilla, denna gång till RSC Anderlecht.

### Återkomst till FC Köpenhamn
Den 20 juli 2024 blev han klar för en återkomst till FC Köpenhamn.

## Landslagskarriär
Delaney debuterade för det danska landslaget under 2013 i en VM-kvalmatch mot Malta som slutade 6-0 till Danmark. Under våren 2016 blev han ordinarie i landslaget och spelade alla matcher utom en under året. Han blev uttagen till Fotbolls-VM 2018 i Ryssland där han spelade samtliga matcher tills laget åkte ut mot Kroatien i åttondelsfinalen.
Han skulle sedan komma till att få spela tre ytterligare mästerskap med landslaget. Först Fotbolls-EM 2020 som istället spelades år 2021 på grund av coronaviruset, Fotbolls-VM 2022 i Qatar samt Fotbolls-EM 2024 i Tyskland. I augusti 2024 avslutade han sin landslagskarriär.
Delaney spelade sammanlagt 81 landskamper för Danmark och gjorde 8 mål.

## Meriter

### I klubblag
FC Köpenhamn
- Superligaen: 2009–10, 2010–11, 2012–13
- Danska cupen: 2011–12, 2014–15

### Individuellt
- Arla Årets U19-landslagstalang: 2009
- Årets spelare i FC Köpenhamn: 2015